# Mutara II Rwogera
Mutara II Rwogera fou el rei (mwami) del regne de Ruanda entre 1803 o 1830 i 1853. Pertanyia a l'ètnia tutsi i sota el seu mandat i del del sota el seu successor Kigeli IV, el regne va aconseguir el seu pinacle de poder. Des de la dècada de 1840, Rwanda va lliurar diverses guerres contra els seus veïns.